# San Lorenzo en Dámaso (título cardenalicio)
San Lorenzo en Dámaso (italiano: San Lorenzo in Damaso; latín: Sancti Laurentii in Damaso) es un título cardenalicio de tipo presbiterial. 
Fue establecido en 112 por el papa Alejandro I, y confirmado por Dámaso I, que supuestamente ocupó este título como cardenal, en 366. El título volvió a aparecer en las listas de los siglos VI a XII, cuando finalmente pasó a ser llamado de San Lorenzo en Dámaso. Con la bula papal Etsi ad singula de 5 de julio de 1532, el Papa Clemente VII adjudicó en perpetuidad el título para el vicecanciller de la Iglesia católica, independientemente de su grado de cardenal (obispo, presbítero o diácono). Esta regla permaneció hasta 1973, cuando Pablo VI abolió el cargo de vicecanciller.
El título está asociado a la Basílica de San Lorenzo in Damaso, en Roma, construida entre los siglos XV y XVIII. Está situada en el Parione, el VI Rione de Roma, junto al Palacio de la Cancillería.
Su actual titular es Antonio María Rouco Varela, nombrado cardenal por Juan Pablo II el 21 de febrero de 1998.

## Titulares
- Dámaso I (?-366)
- Bonifacio I (circa 415-418)
- Próspero de Aquitania (?) (432?-?)
- Projettizio (494 o 492-?)
- Lorenzo (499-500)
- Specioso (o Specio) (500?-?)
- Specioso (590-?)
- Epifanio (731- antes del 745)
- Leone (antes del 745- antes del 761)
- Marino (761-?)
- Leone (853-?)
- Adriano (875-?)
- Cristóbal (circa 900-903)
- Pietro (946- antes del 964)
- Pietro (964- antes del 993)
- Pietro (antes del 1012- circa 1027)
- Giovanni (1033- antes del 1049)
- Leone (1049- circa 1072)
- Riso (o Richo) (1088-1112)
- Adeodato (1112-1129)
- Stefano Stornato (1130-1132
- Yves, C.R.S.A., (1133-1137)
- Angelo (?) (1137-1143)
- Guido Moricotti (1143- circa 1150)
- Nikolaus (1150-1151)
- Giovanni Paparoni (o Paparo, o Paperone) (1151- circa 1158)
- Pietro di Miso (1166-1182)
- Ottone (o Othon) (1172-1173)
- Uberto Crivelli (1182-1185)
- Pietro (1188-1190)
- Pierre Duacensis (o da Douai) (1216)
- Pietro Campano (o Campanus) (1216-1217)
- Matteo d'Acquasparta (1288-1291)
- Francesco Ronci (1294)
- Nicolas de Nonancour (o l'Aide) (1294-1299)
- Arnaud Nouvel (o Novelli) (1317)
- Hughes Roger (1342-1363)
- Pierre de Banac (o de Chinac) (1368-1369)
- Pietro Corsini (1370-1374)
- Bartolomeo da Cogorno (1381-1385)
- Angelo Acciaioli (1386-1397)
- Giordano Orsini (1409-1412)
- Juan Martínez de Murillo (1419-1420)
- Ludovico Scarampi Mezzarota (1440-1465)
- Juan de Mella (1465-1467)
- Francesco Gonzaga (1468-1480)
- Raffaele Sansoni Riario (1480-1517)
- Giulio de' Medici (1517-1523)
- Pompeo Colonna (1524-1532)
- Ippolito de' Medici (1532-1535)
- Alessandro Farnese (1535-1564)
- Alessandro Damasceni Peretti (1589-1623)
- Ludovico Ludovisi (1623-1632)
- Francesco Barberini (1632-1644) (1645-1679)
- Pietro Ottoboni (1689-1740)
- Tommaso Ruffo (1740-1753)
- Girolamo Colonna di Sciarra (1753-1756)
- Alberico Archinto (1756-1758)
- Carlo Rezzonico (1758-1763)
- Enrico Benedetto Stuart (1763-1807)
- Francesco Carafa della Spina di Traetto (1807-1818)
- Giulio Maria della Somaglia (1818-1830)
- Tommaso Arezzo (1830-1833)
- Carlo Odescalchi (1833-1834)
- Carlo Maria Pedicini (1834-1843)
- Tommaso Bernetti (1844-1852)
- Luigi Amat di San Filippo e Sorso (1852-1878)
- Antonio Saverio De Luca (1878-1883)
- Teodolfo Mertel (1884-1899)
- Lucido Maria Parocchi (1899-1903)
- Antonio Agliardi (1903-1915)
- Ottavio Cagiano de Azevedo (1915-1927)
- Andreas Frühwirth (1927-1933)
- Tommaso Pio Boggiani (1933-1942)
- Celso Benigno Luigi Costantini (1958)
- Santiago Luis Copello (1959-1967)
- Luigi Traglia (1968-1972)
- Narcís Jubany (1973-1996)
- Antonio María Rouco Varela (1998-)